# Forerův efekt

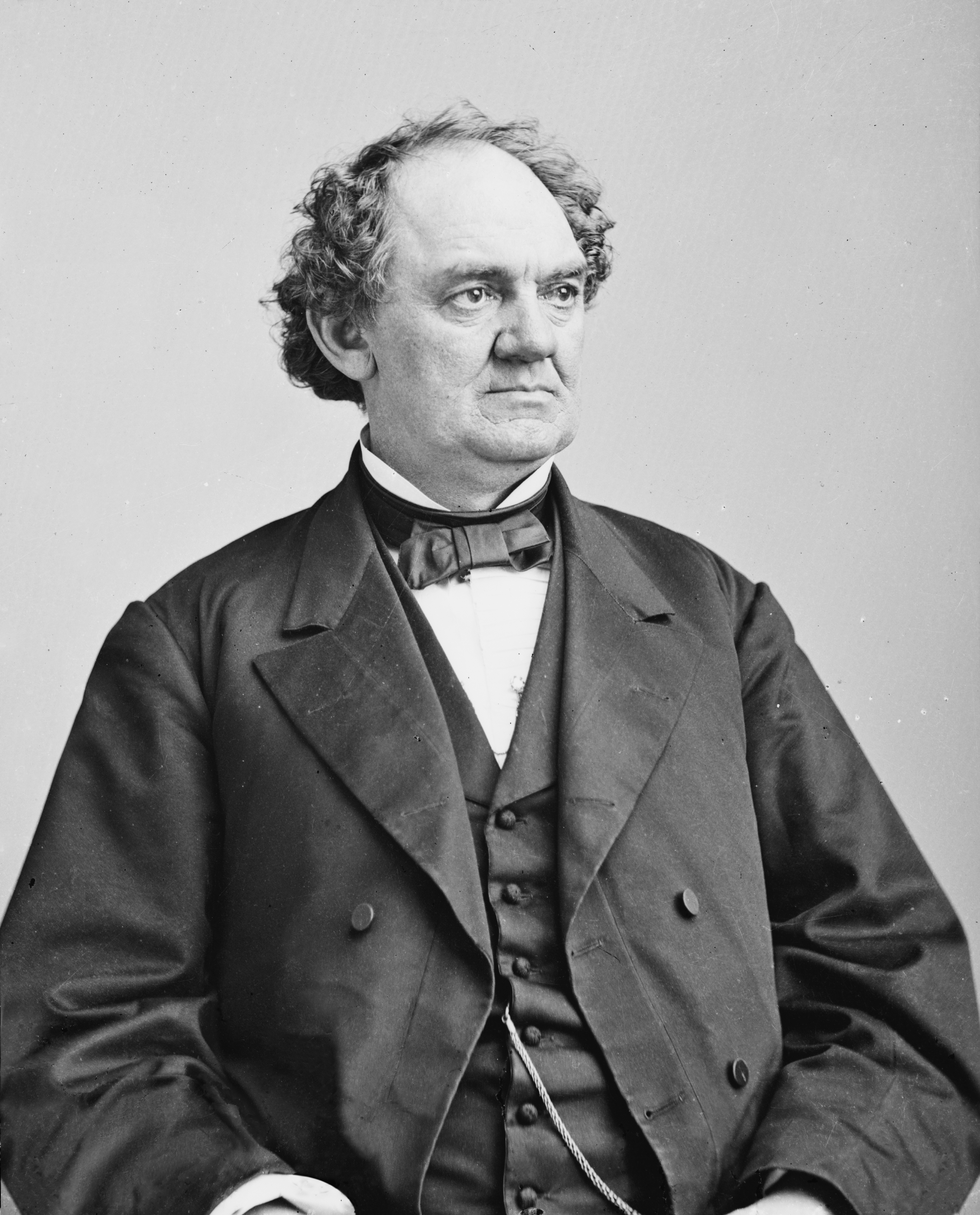
P. T. Barnum podle něhož se efekt také jmenuje

Forerův efekt (též Barnumův efekt nebo barnumský efekt podle P. T. Barnuma, majitele cirkusu a mistra psychologické manipulace) je obecně platný psychologický fenomén, kdy člověk má tendenci akceptovat jakékoli obecné a vágní popisy osobnosti jako přímo ušité na jeho osobu. Tento efekt hojně využívají věštci, jasnovidci, astrologové apod. Je jedním ze základů chladného čtení.
Forerův efekt je pojmenován podle psychologa Bertrama R. Forera, který jej jako první popsal.

## Forerův experiment
V roce 1948 demonstroval Bertram Forer tento psychologický efekt na svých studentech. Padesáti z nich dal test osobnosti a řekl jim, že na jeho základě připraví pro každého osobní posudek. Studenti pak měli test ohodnotit podle přesnosti na stupnici od 0 do 5 (nejpřesnější). Ve skutečnosti ale všichni dostali po 14 dnech ten samý posudek, který byl poskládaný z vět z různých horoskopů:
Cítíte velkou potřebu, aby vás druzí lidé měli rádi a obdivovali. Máte tendenci být sebekritický. Máte mnoho schopností, které jste nevyužil ke svému prospěchu. Ačkoli máte určité osobnostní slabiny, zpravidla jste schopen je kompenzovat. Vaše sexuální nastavení vám přináší problémy. Navenek jste disciplinovaný a kontrolujete se, ale uvnitř nezřídka pociťujete znepokojení a nejistotu. Občas máte vážné pochybnosti, zda jste se správně rozhodl nebo udělal správnou věc. Do určité míry dáváte přednost změně a rozmanitosti a štvou vás zákazy a omezení. Ceníte si svého nezávislého myšlení a tvrzení druhých nepřijímáte bez dostatečných důkazů. Zjistil jste, že není rozumné, abyste se druhým příliš upřímně otevíral. Občas jste extrovertní, přátelský a družný, zatímco jindy jste introvertní, ostražitý a rezervovaný. Některé vaše aspirace mají sklon být dost nerealistické. Jedním z vašich hlavních životních cílů je bezpečí.

Průměrné hodnocení bylo 4,26 a studenti považovali posudky za téměř přesné, odpovídající dokonale jejich osobě. Podobný pokus byl opakován více než padesátkrát a průměrné hodnocení bylo 4,2. 

## Vysvětlení Forerova efektu
Forer svůj objevený efekt vysvětloval jako projev lidské důvěřivosti. Dle Roberta Carrolla lze přičíst účinek efektu působení naděje, marnosti, zbožného přání (ve smyslu přání otcem myšlenky) a tendence vyvozovat smysl ze zkušeností. Dle Českého klubu skeptiků Sisyfos je za Forerovým efektem podvědomá psychická reakce, sebeklam, selektivní myšlení, respektive jde o subjektivní validaci.

## Využití Forerova efektu
Tento efekt se významně podílí na úspěchu grafologů, astrologů, chiromantů, senzibilů a léčitelů – diagnostiků, kteří vždy formulují své hodnocení nebo proroctví neurčitě, nekonkrétně, ale které obsahuje vedle několika negativních vlastností škálu vlastností pozitivních, z nichž se vždy některá na jejich klienta hodí. Klient tedy vnímá a za správný považuje takový posudek, který takové pozitivní informace obsahuje. Podle Vojtěcha Mornsteina je Forerův efekt nezbytnou součástí horoskopů, proroctví a grafologických rozborů.

### Forerův efekt ve vědě
Forerův efekt se však vyskytuje i u metod či postupů, považovaných v dané době vědou za seriozní. Příkladem může být psychodiagnostický Lüscherův barvový test, určený k vyšetření osobnosti. Dnes je již sice považován za zpochybněnou metodu, v sedmdesátých letech však byly publikovány validační studie, z nichž některé potvrzovaly, jiné vyvracely jeho platnost. Holmes a kol. tyto rozporuplné výsledky vysvětlili právě Forerovým efektem. Závěry Lüscherova testu byly podle nich tak obecné, že je nebylo možné jednoznačně vyvrátit ani přijmout, a závisely tedy na návrhu výzkumné studie.

### Vlivy na Forerův efekt
Dickson a Kelly analyzovali studie, které se Forerovým efektem zabývaly, a došli k závěru, že celkově existuje významná podpora pro tvrzení, že Forerovy posudky jsou testovanými subjekty obecně vnímány jako přesné. Posudky jsou lépe přijímány, pokud jsou označeny jako individuální či unikátní. Pozitivní hodnocení jsou přijímána jako přesnější než negativní. Negativní hodnocení jsou lépe akceptována, pokud je podává autorita či osoba s lepším společenským statusem. Taktéž bylo zjištěno, že testovaní lidé dokáží rozpoznat rozdíl mezi tvrzeními, která jsou pro ně přesná, ale platná též pro většinu lidí, a mezi těmi, která jsou pro ně přesná a specifická (neplatná pro většinu lidí).
Dle skeptiků z klubu Sisyfos je pro takovou formu sebeklamu, jakým je Forerův efekt, potřeba větší u nejistých, neurotických osob, jež se nacházejí v kritických situacích a hledají naději.

## V populární kultuře
V roce 2000 využil Forerova efektu Derren Brown v prvním díle třetí řady svého pořadu Derren Brown: Mind Control. Od každého člena skupiny „klientů“ si vyžádal obkreslený otisk ruky a jeden osobní předmět, a aniž by věděl, komu který patří, vytvořil každému údajně osobní posudek. Když jim je rozdal, hodnotili členové posudky jako velice přesné, ačkoliv byly všechny naprosto totožné a napsané o několik měsíců dříve. Brown tento postup demonstroval se stejnými posudky (byť přeloženými) na lidech z různých kulturních prostředí.